# Geronimo (cantante)
Geronimo, pseudonimo di Alfredo Mazzini (Cremona, 23 aprile 1943 – Cremona, 29 maggio 1965), è stato un cantante italiano, fratello della cantante Mina.

## Biografia
Nato poco dopo il trasferimento della famiglia da Busto Arsizio a Cremona, cominciò la carriera cantando e accompagnando la sorella al night club "Principe di Piemonte" di Viareggio;  dopo che Mina scelse per lui lo pseudonimo di Geronimo, per il naso aquilino come il capo indiano, formò il gruppo de I Solitari per accompagnare Mina nei primi concerti.
Nel 1962 sua sorella gli procura un contratto discografico presso l'Italdisc, l'anno dopo viene fischiato poco prima del concerto di Mina al Palazzo dello Sport di Milano durante i Sei giorni della canzone e la sua esibizione venne impedita.
Decise quindi di entrare nell'esercito e, dopo il ritorno, pensare sul suo futuro, se entrare nell'azienda di famiglia o continuare la carriera di cantante.
Nel 1962 apparve nel ruolo di se stesso nel film musicarello Appuntamento in Riviera di Mario Mattoli con Mina, Milva, Tony Renis, Joe Sentieri e Franco Califano (dove Alfredo era doppiato da un giovane Pino Colizzi) e partecipò nello stesso anno assieme alla sorella a una puntata del programma Alta pressione di Enzo Trapani.
Nel 1965 poco prima di morire registrò assieme a I Solitari la canzone Quando Dovrai Partire che venne pubblicata postuma.

## L'incidente stradale
Il 29 maggio 1965, alle tre del mattino, dopo una serata trascorsa a ballare in Lomellina (al Pellicano di Garlasco) con alcuni amici della band con cui suonava, Alfredo uscì di strada assieme a un amico con la Volkswagen 1500, regalo della sorella, sulla SS 234 Codognese presso Roggione di Pizzighettone; sfondò una ringhiera, finendo in un giardino contro un albero e venendo schiacciato dalla vettura. Il suo amico chiese aiuto e la prima macchina che stava passando era proprio quella dei suoi compagni musicisti che tornavano a casa. Dopo che i suoi amici cercarono di rimuovere l'auto mentre aspettavano l'ambulanza, Alfredo morì a soli 22 anni durante il tragitto verso l'ospedale di Cremona a causa delle ferite riportate. Riposa a Cremona nel cimitero locale.

## Discografia

### Singoli
- 1962 - Agibudabar/La gente ci guarda
- 1962 - Giorni così/Baby doll
- 1963 - Antonella no, no, no/Un uomo meraviglioso
- 1963 - Cleopatra/Quel che sempre cercai
- 1965 -  Quando dovrai partire/Se tu sapessi

## Filmografia
- Appuntamento in Riviera, regia di Mario Mattoli (1962)